# هوغو بيرغمان
هوغو بيرغمان (بالألمانية: Samuel Hugo Bergman)‏ (بالعبرية: שמואל הוגו ברגמן‏) هو فيلسوف وأمين مكتبة ومترجم إسرائيلي ونمساوي، ولد في 25 ديسمبر 1883 في براغ في التشيك، وتوفي في 18 يونيو 1975 في القدس في إسرائيل.